# Betula aetnensis
El abedul del Etna (Betula aetnensis) es una planta perteneciente a la familia Betulaceae, endémica de Sicilia.

## Morfología

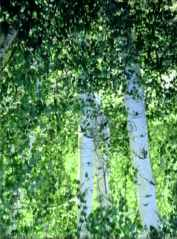

La característica más peculiar, que la diferencia de las otras especies del género Betula, es un aparato conductor adaptado a sobrevivir en condiciones de calor y de frío extremo, lo que permite a esta especie que colonice ambientes generalmente vedados a otras especies arbóreas. 

### Porte
Es una planta arbórea, que alcanza una altura de 4 a 15 metros, pero que sin embargo a altitudes superiores a 2000 metros puede presentar un porte arbustivo. 

### Corteza
La corteza es blanca y lisa, esta característica es la que la distingue de B. pendula. 

### Hoja
Las hojas son de forma romboidal o triangular, menos acuminadas  que en las de B. pendula, con márgenes crenados, de color verde oscuro en el envés, más claro que en la superior.

### Flor
Las flores se encuentran reunidas en inflorescencias de color amarillo en los ejemplares masculinos, verde claro en los femeninos. Florece en abril o mayo.

### Fruto
Los frutos son pequeños aquenios cónicos de color marrón.

### Semilla
Las semillas están provistas de unas membranas con forma de velas que favorece su diseminación con el viento.

## Difusión y hábitat
Es un endemismo muy localizado que tiene su área de distribución en los terrenos de coladas de lava de la vertiente oriental del volcán Etna, donde crece formando bosquetes a una altitud comprendida entre 1300 y 2100 m.

## Taxonomía
Betula aetnensis fue descrita por Constantine Samuel Rafinesque-Schmaltz.
Etimología
Betula: nombre genérico que dieron los griegos al abedul y del latín betūlla que a su vez procedería de la palabra betu que era como los celtas designaban al abedul.
aetnensis: epíteto geográfico que alude a su localización en las laderas del Etna.
Sinonimia
- Betula aetnensis Raf.
- Betula alba var. aetherea Wallr.
- Betula alba var. arbuscula Fr.
- Betula alba var. bircalensis (Mela) Mela
- Betula alba var. carelica Merckl.
- Betula alba forma dalecarlica Regel
- Betula alba var. fastigiata Clemenc.
- Betula alba subsp. glutinosa (Berher) Holub
- Betula alba forma lobata Regel
- Betula alba var. lobulata C.Andersson
- Betula alba var. macrocarpa Wallr.
- Betula alba var. microphylla Wimm.
- Betula alba var. urticifolia Spach
- Betula alba subsp. verrucosa (Ehrh.) Regel
- Betula alba var. verrucosa (Ehrh.) Wallr.
- Betula alba var. vulgaris Regel
- Betula brachylepis V.N.Vassil.
- Betula cajanderi forma fruticans Kozhevn.
- Betula carpatica var. sudetica Rchb.
- Betula ellipticifolia V.N.Vassil.
- Betula gummifera Bertol.
- Betula hippolyti Sukaczev
- Betula hybrida Blom
- Betula insularis V.N.Vassil.
- Betula kossogolica V.N.Vassil.
- Betula laciniata Wahlenb.
- Betula laciniata var. crispa Rchb.
- Betula lobulata Kit.
- Betula ludmilae V.N.Vassil.
- Betula microlepis I.V.Vassil.
- Betula microlepis var. moldavica Osadchii
- Betula mongolica V.N.Vassil.
- Betula montana V.N.Vassil.
- Betula palmata Borkh.
- Betula palmata var. bircalensis (Mela) Tzvelev
- Betula palmata var. crispa (Rchb.) Tzvelev
- Betula palmata var. lobulata (C.Andersson) Tzvelev
- Betula pendula forma bircalensis (Mela) Hämet-Ahti
- Betula pendula var. carelica (Merckl.) Hämet-Ahti
- Betula pendula forma crispa (Rchb.) Hämet-Ahti
- Betula pendula forma fastigiata (Clemenc.) Dippel
- Betula pendula var. laciniata (Wahlenb.) Tidestr.
- Betula pendula var. lapponica (Lindq.) Hämet-Ahti
- Betula pendula var. meridionalis G.Moreno & Peinado
- Betula pendula var. microlepis (I.V.Vassil.) Doluch.
- Betula pendula forma palmeri Hämet-Ahti
- Betula pinnata var. hybrida Lundmark
- Betula platyphylloides V.N.Vassil.
- Betula platyphylloides var. microphylla Osadchii
- Betula pseudopendula V.N.Vassil.
- Betula pubescens subsp. glutinosa Berher
- Betula talassica Poljakov
- Betula tiulinae V.N.Vassil.
- Betula transbaicalensis V.N.Vassil.
- Betula urticifolia (Spach) Regel
- Betula uschkanensis Sukaczev
- Betula verrucosa Ehrh.
- Betula verrucosa var. arbuscula (Fr.) H.J.P.Winkl.
- Betula verrucosa forma bircalensis Mela
- Betula verrucosa var. dalecarlica (L.f.) Nyman
- Betula verrucosa forma dalecarlica L.f. (synonym)
- Betula verrucosa forma elegans Dippel
- Betula verrucosa forma expansa Regel
- Betula verrucosa forma fastigiata K.Koch
- Betula verrucosa var. hybrida (Blom) Nyman
- Betula verrucosa var. lapponica Lindq.
- Betula verrucosa forma lobata (Regel) Anders ex H.J.P.Winkl.
- Betula verrucosa var. lobulata (Kit.) Nyman
- Betula verrucosa var. microphylla (Wimm.) Fiek
- Betula verrucosa var. odorata Nyman
- Betula verrucosa var. saxatilis Lindq.
- Betula verrucosa var. vulgaris H.J.P.Winkl.
- Betula virgultosa Fr. ex Regel
- Betula vladimirii V.N.Vassil.[2]